# Helgesta socken
Helgesta socken i Södermanland ingick i Villåttinge härad och området är sedan 1971 en del av Flens kommun, från 2016 inom Helgesta-Hyltinge distrikt.
Socknens areal är 72,87 kvadratkilometer, varav 53,16 land. År 1949 fanns här 1 009 invånare. Rockelstad slott, Hammartorp, orten Skebokvarn samt kyrkbyn Helgesta med sockenkyrkan Helgesta kyrka ligger i socknen.

## Administrativ historik
Helgesta socken har medeltida ursprung. 
Vid kommunreformen 1862 övergick socknens ansvar för de kyrkliga frågorna till Helgesta församling och för de borgerliga frågorna till Helgesta landskommun. Landskommunen inkorporerades 1952 i Sparreholms landskommun som 1965 uppgick i Flens stad som 1971 ombildades till Flens kommun. Församlingen uppgick 1995 i Helgesta-Hyltinge församling som 2010 uppgick i Flen, Helgesta-Hyltinge församling.
1 januari 2016 inrättades distriktet Helgesta-Hyltinge, med samma omfattning som Helgesta-Hyltinge församling fick 1995, och vari detta sockenområde ingår.
Socknen har tillhört län, fögderier, tingslag och domsagor enligt vad som beskrivs i artikeln Villåttinge härad.  De indelta soldaterna tillhörde Södermanlands regemente, Nyköpings och Oppunda kompanier och Livregementets grenadjärkår, Södermanlands kompani.

## Geografi

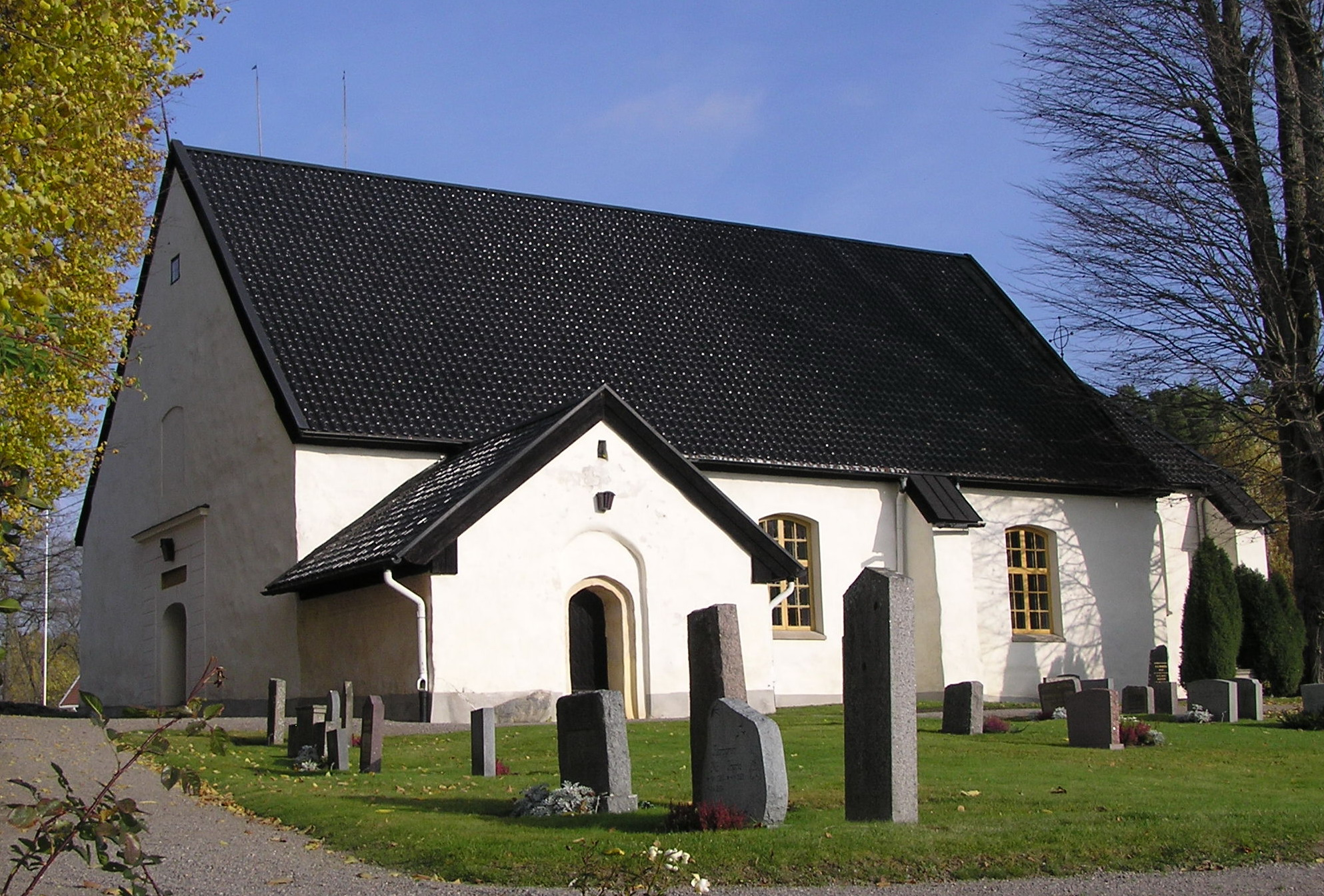
Helgesta kyrka.

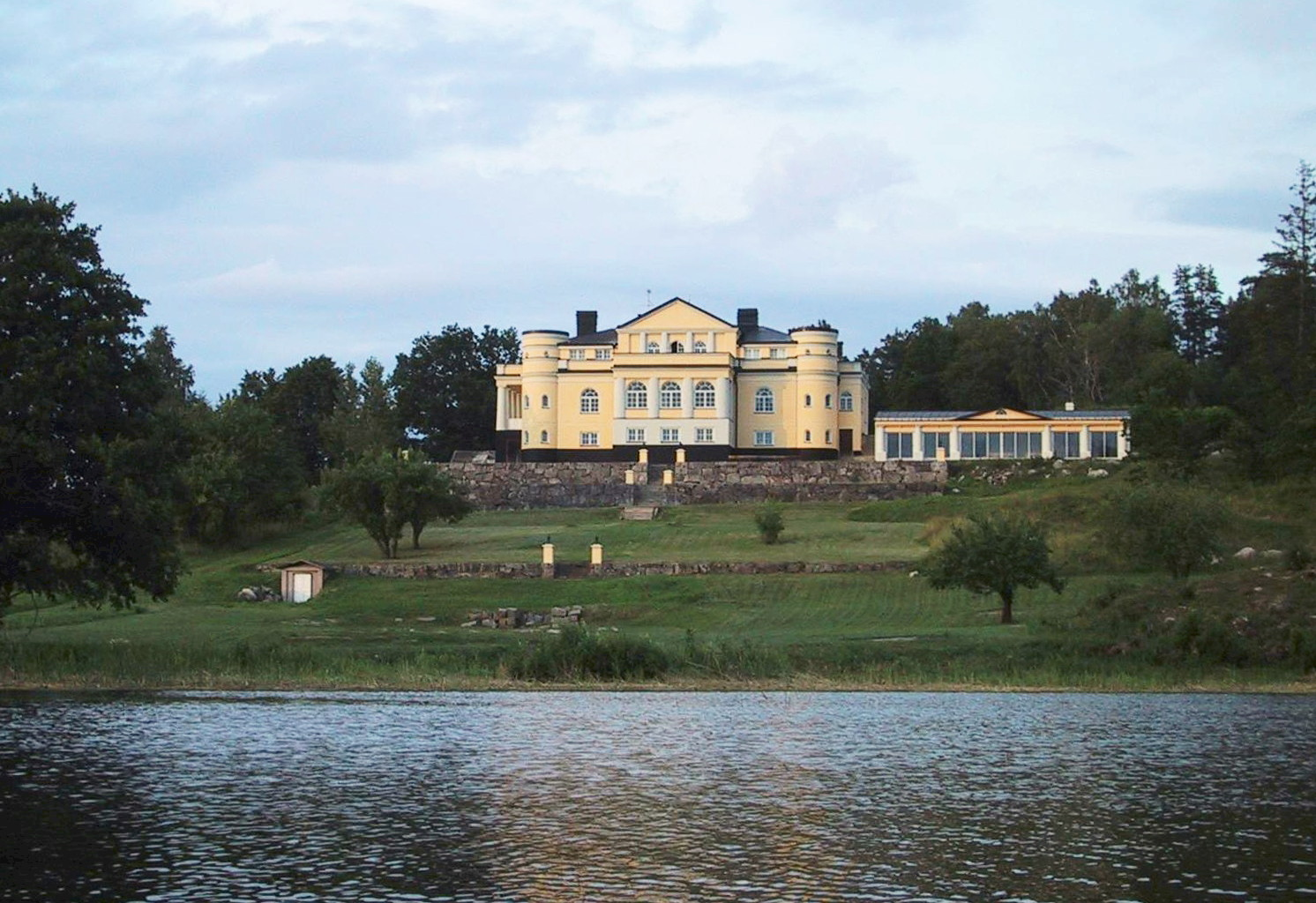
Hammartorp.

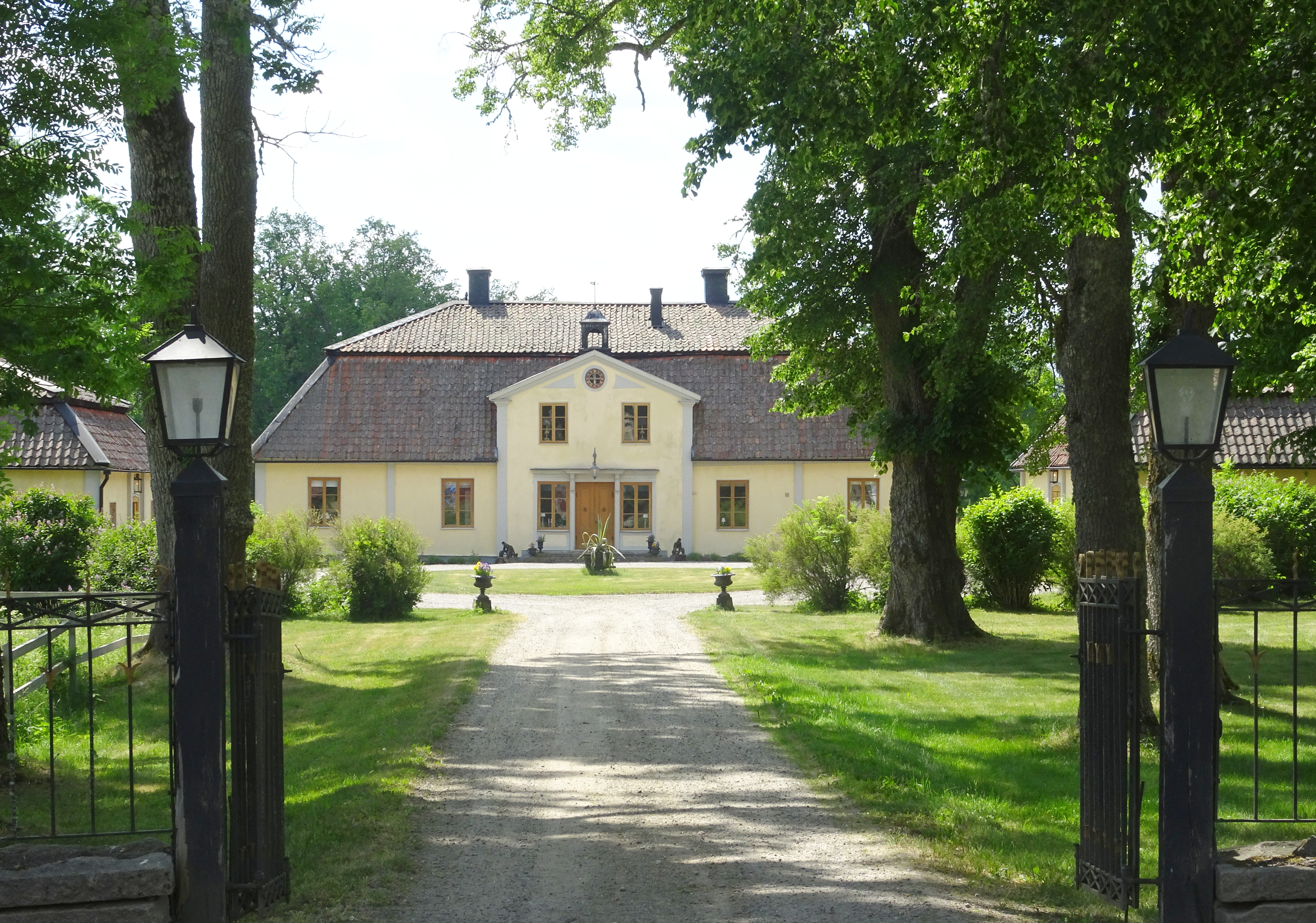
Mälby.

Helgesta socken ligger öster om Flen och omfattar en landtunga i norra Båven med kringliggande öar. Socknen består av omväxlande skogs och odlingsbygd.
Genom området passerar Riksväg 53 i nord-sydlig riktning och Riksväg 57 i öst-västlig riktning.
1928 hade socknen 1641 hektar åker och 3355 hektar skogs- och hagmark.

### Gårdsnamn i Helgesta (1758–1771)
Namn märkta med * är ännu i bruk.
| - Amsterdam* - Aspö* - Baggebol - Barstorp - Berga* - Björktorp - Björnkärr - Brotorp - Dalkarstorp - Dammkärr - Dragsnäset - Elmoratorp - Fiskarstugan Halls by - Folksund - Frändesta* - Gisselbro - Glastorp - Grindstugan - Grythult - Gräslöten - Gullsjöstugan* - Gustavstorp - Gäversnäs* | - Hagen - Hagnäs - Hagstugan Halls by - Hagstugan (Töversta) - (Nedre) Hall* Halls by - Hallsvik* Halls by - Hallebo* Halls by - Hallsro* Halls by - Övre Hall* Halls by - Hallmossen* Halls by - Hammartorp* - Hassö* - Helgesta by → - Helgesta gård* - Helgesta prästgård* - Hjularen - Holmstorp* Halls by - Hult - Krogen - Kulsta - Kulstatorp - Löta* - Mossen (Kulsta) | - Mosstugan - Mälby* - Nybygget Helgesta by - Nygärdet - Nystugan* - Näsby* - Näset - Oppeby* - Oppebynäs - Petterstorp - Rockelstad slott*, - Rosendal* - Ryttarhult - Salsta - Sandstugan - Sjöstugan - Skebokvarn* Numera en liten tätort - Skållängslöten - Starkärrs kvarn - Starrkärr - Stavtorp* - Stavängen - Stenbro - Streta | - Strängstorp* - Stubbetorp* - Ståltorp - Sund* Här bodde författaren Carl Fries - Sundtorp* - Svaläng* - Svanstugan - Svenstorp - Sörby - Trångmossen - Töversta* - Töverstaholm* - Töverstastugan - Uddberga* - Udden - Ulvsund* - Valtorp - Väsby* - Ådö* - Ändestugan - Ängstugan - Ängö |

## Fornlämningar
Boplatser från stenåldern är funna. Från bronsåldern finns spridda gravrösen och stensättningar. Från järnåldern finns ett dussintal gravfält och fyra fornborgar. Vid Sund finns en runsten som har rests till minne över en man som drunknat i Båven.

## Namnet
Namnet (1314 Helghestum) kommer från kyrkbyn och har efterleden sta(d), 'ställe'. Förleden är antingen mansnamnet Helge eller helig, 'helig, fredad (plats)'.